# Saint-Amand-des-Hautes-Terres
Saint-Amand-des-Hautes-Terres és un municipi francès situat al departament de l'Eure i a la regió de Normandia. L'any 2007 tenia 279 habitants.

## Demografia

### Població
El 2007 la població de fet de Saint-Amand-des-Hautes-Terres era de 279 persones. Hi havia 108 famílies de les quals 20 eren unipersonals (16 homes vivint sols i 4 dones vivint soles), 60 parelles sense fills i 28 parelles amb fills.
La població ha evolucionat segons el següent gràfic:
Habitants censats

### Habitatges
El 2007 hi havia 114 habitatges, 109 eren l'habitatge principal de la família, 3 eren segones residències i 2 estaven desocupats. Tots els 114 habitatges eren cases. Dels 109 habitatges principals, 105 estaven ocupats pels seus propietaris, 2 estaven llogats i ocupats pels llogaters i 2 estaven cedits a títol gratuït; 1 tenia dues cambres, 13 en tenien tres, 24 en tenien quatre i 71 en tenien cinc o més. 89 habitatges disposaven pel capbaix d'una plaça de pàrquing. A 40 habitatges hi havia un automòbil i a 63 n'hi havia dos o més.

### Piràmide de població
La piràmide de població per edats i sexe el 2009 era:
| Homes | Edats   | Dones |
| ----- | ------- | ----- |
| 0     | 95 o +  | 0     |
| 0     | 90 a 94 | 0     |
| 0     | 85 a 89 | 0     |
| 0     | 80 a 84 | 8     |
| 4     | 75 a 79 | 0     |
| 4     | 70 a 74 | 4     |
| 8     | 65 a 69 | 8     |
| 8     | 60 a 64 | 4     |
| 8     | 55 a 59 | 8     |
| 28    | 50 a 54 | 20    |
| 12    | 45 a 49 | 12    |
| 8     | 40 a 44 | 8     |
| 4     | 35 a 39 | 12    |
| 16    | 30 a 34 | 12    |
| 16    | 25 a 29 | 12    |
| 12    | 20 a 24 | 16    |
| 4     | 15 a 19 | 8     |
| 12    | 10 a 14 | 8     |
| 8     | 5 a 9   | 4     |
| 16    | 0 a 4   | 0     |

## Economia
El 2007 la població en edat de treballar era de 188 persones, 129 eren actives i 59 eren inactives. De les 129 persones actives 117 estaven ocupades (63 homes i 54 dones) i 12 estaven aturades (7 homes i 5 dones). De les 59 persones inactives 29 estaven jubilades, 13 estaven estudiant i 17 estaven classificades com a «altres inactius».

### Ingressos
El 2009 a Saint-Amand-des-Hautes-Terres hi havia 118 unitats fiscals que integraven 306 persones, la mediana anual d'ingressos fiscals per persona era de 24.351 €.

### Activitats econòmiques
Dels 7 establiments que hi havia el 2007, 1 era d'una empresa de construcció, 2 d'empreses de comerç i reparació d'automòbils, 1 d'una empresa d'informació i comunicació i 3 d'empreses de serveis.
L'any 2000 a Saint-Amand-des-Hautes-Terres hi havia 4 explotacions agrícoles.

## Equipaments sanitaris i escolars
El 2009 hi havia una escola maternal integrada dins d'un grup escolar amb les comunes properes formant una escola dispersa.

## Poblacions més properes
El següent diagrama mostra les poblacions més properes.